# Книга Неведомого
«Книга Неведомого» (англ. Book of the Stranger) — четвёртый эпизод шестого сезона фэнтезийного сериала канала HBO «Игра престолов», и 54-й во всём сериале. Сценарий к эпизоду написали создатели сериала Дэвид Бениофф и Д. Б. Уайсс, режиссёром стал Дэниел Сакхайм. Премьера состоялась 15 мая 2016 года.
Серия «Книга Неведомого» получила похвалу от критиков, которые высоко оценили её за воссоединение Джона Сноу с Сансой Старк и за то, как Дейенерис взяла власть над всем кхаласаром, так как, по их мнению, эти события чрезвычайно сильно развивают сюжет, но при этом обращаются к истории из первого сезона сериала.

## Сюжет

### На Стене
Джон (Кит Харингтон), уйдя в отставку из Ночного Дозора, разочарован предательством своих братьев Дозорных и устал от всех бесконечных битв. Джон заявляет о своём намерении отправиться на юг, но Эдд (Бен Кромптон), видевший, что произошло в Суровом Доме, недоволен решением Джона. Их прерывает горн смотрящего, когда Санса (Софи Тёрнер), Бриенна (Гвендолин Кристи) и Подрик (Дэниел Портман) прибывают в Чёрный Замок, и Санса воссоединяется с Джоном. Рассказав друг другу свои истории, Санса пытается убедить Джона помочь ей отвоевать Винтерфелл. Однако Джон всё ещё не хочет сражаться. Расстроившись, Санса заявляет ему, что она вернёт Винтерфелл независимо от того, поможет ей Джон или нет.
Между тем Бриенна вмешивается в разговор Давоса (Лиам Каннингем) с Мелисандрой (Кэрис Ван Хаутен) и сообщает, что казнила Станниса, а тот перед смертью признался ей в использовании тёмной магии, чтобы убить Ренли. Она предупреждает Давоса и Мелисандру, что хотя всё уже в прошлом, она ничего не забыла и не простит.
Спустя некоторое время к Джону приносят письмо от Рамси. Рамси хвастается тем, что у него в плену находится Рикон, а из шкуры его лютоволка Лохматика он сделал ковёр. Он требует вернуть Сансу, угрожая тем, что армия Болтонов уничтожит одичалых, пыткой и убийством Рикона и групповым изнасилованием Сансы на глазах у Джона, прежде чем ослепить и убить его. Возмутившись, Санса решает отвоевать Винтерфелл у Болтонов, и Джон соглашается. Когда Тормунд (Кристофер Хивью) предупреждает его, что одичалых недостаточное количество, чтобы бороться с армией Рамси, Санса отмечает, что Джон может использовать свой статус сына «последнего истинного Хранителя Севера», чтобы объединить различные дома Севера.

### В Рунном Камне
Мизинец (Эйдан Гиллен) прибывает в Рунный Камень в Долине, с кречетом для своего племянника, лорда Долины Робина Аррена (Лино Фасиоль). Когда Йон Ройс (Руперт Ванситтарт) спрашивает, как Санса вышла замуж за Рамси Болтона, вместо того, чтобы быть в Перстах, Мизинец заявляет, что люди Болтона напали на них по пути и похитили её. Когда тот начинает сомневаться, Мизинец добавляет, что Ройс был единственным, кто знал об их месте назначения, намекая на его предательство. Он манипулирует Робином, чтобы он подумал о казни Ройса, а затем чтобы он дал ему второй шанс после того, как Ройс заявляет о своей абсолютной верности. Затем Мизинец говорит Робину о том, что его кузина сбежала от Болтонов и укрывается в Чёрном Замке, но это не гарантирует ей безопасности. Робин соглашается приказать Ройсу вести рыцарей Долины на её защиту.

### В Миэрине
Несмотря на возражения Серого Червя (Джейкоб Андерсон) и Миссандеи (Натали Эммануэль), Тирион (Питер Динклэйдж) организует дипломатическую встречу с господами Залива работорговцев. Он предлагает сделку, которая позволяет всем городам, кроме и так свободного Миэрина, за семь лет постепенно отказаться от рабства, а господам компенсировать убытки. Взамен господа перестанут поддерживать Сынов Гарпии. Пока господа ведут обсуждение, Тирион сталкивается с бывшими рабами Миэрина, которые выступают против любых переговоров с господами. Серый Червь и Миссандея при всех нехотя поддерживают Тириона, но наедине предупреждают, что не верят господам, которых они знают гораздо лучше, и что это господа используют его, если он попытается использовать их.

### В Королевской Гавани
Маргери (Натали Дормер) приводят к Его Воробейшеству (Джонатан Прайс), который предупреждает её держаться подальше от богатства и греха. Он рассказывает о своём прошлом, как он был сапожником, разбогател на производстве элитной обуви и начал тратить деньги на развлечения, но потом осознал, что эти связанные с богатством занятия были ложью, а босоногие бедняки ближе к правде, чем кто-либо. Затем он отводит Маргери в камеру Лораса (Финн Джонс), который сломался под пытками Воробьёв и готов сделать что угодно, лишь бы это прекратилось.
Серсея (Лена Хиди) встречается с Томменом (Дин-Чарльз Чэпмен), который сообщает, что не хочет провоцировать Его Воробейшество, но Серсея объясняет, что он опасен, так как у него нет никакого уважения к Короне. Томмен затем говорит Серсее, что путь искупления Маргери произойдёт в ближайшее время. Серсея передаёт эту информацию Кивану Ланнистеру (Иэн Гелдер) и Оленне Тирелл (Дайана Ригг) в зале Малого Совета. Тирелл настаивает на том, что это не может произойти, и обязуется своей армией истребить Воробьёв. Киван (которому Томмен приказал не нападать) соглашается отозвать свою армию, когда это произойдёт, после чего Серсея говорит, что уничтожив Воробьёв, они пощадят сына Кивана, Ланселя, который является членом ордена, и что Томмен простит его, когда вернётся Маргери.

### На Железных Островах
Теон (Альфи Аллен) возвращается на Железные Острова и воссоединяется с Ярой (Джемма Уилан). Яра не прощает Теона за то, что он не пошёл с ней после штурма Дредфорта, который был затеян для его освобождения и дорого ей обошёлся. Она обвиняет Теона в том, что он вернулся на Железные Острова для того, чтобы воспользоваться смертью Бейлона и захватить трон. Теон говорит, что услышал новость о смерти отца после прибытия на Острова, и будет поддерживать притязания Яры на Вече Королей.

### В Винтерфелле
Оша (Наталия Тена) предстаёт перед Рамси (Иван Реон), который спрашивает её, почему она помогала Рикону. Оша заявляет, что служила Старкам поневоле и намеревалась продать Рикона, и соблазняет Рамси, при этом пытаясь дотянуться до лежащего рядом ножа. Однако Рамси говорит, что он знает, как Оша использовала подобную уловку, чтобы сбежать от Теона и спасти младших Старков. Понимая, что её хитрость не сработала, она хватает нож и пытается заколоть его, но он убивает её, молниеносно ударив в шею другим ножом.

### В Вэйс Дотраке
Джорах (Иэн Глен) и Даарио (Михиль Хаусман) прибывают на скалу у Вэйс Дотрака, где последний замечает, что Джорах заражён серой хворью. Они проникают в город и вынуждены убить двух дотракийцев кхала Моро, которые обнаружили их. В Храме дош кхалина Дейенерис (Эмилия Кларк) заводит дружбу с молодой дош (Ханна Джон-Кеймен); выйдя наружу, они сталкиваются с Джорахом и Даарио. Двое мужчин хотят выкрасть Дейенерис из Вэйс Дотрака, но Дейенерис знает, что это невозможно, и говорит им, что у неё есть другой план.
Дейенерис предстаёт перед собравшимися кхалами в храме, чтобы выслушать свою судьбу. Там она напоминает о своём ритуале беременности в этом храме и о клятве своего мужа завоевать Вестерос. Она обвиняет кхалов в том, что они не годятся для командования дотракийцами из-за отсутствия у них амбиций, и говорит, что она сама поведёт их. Когда же они смеются и угрожают ей групповым изнасилованием вместо служения ей, она отвечает, что они не будут служить ей, так как сейчас умрут. Она опрокидывает жаровни, и кхалы гибнут в огне, быстро охватившем храм, который оказался заперт Джорахом и Даарио. Дотракийцы собираются в толпу вокруг полыхающего храма и становятся свидетелями того, как обнажённая Дейенерис выходит из огня невредимой. Поражённые, они, вместе с Джорахом и Даарио, склоняются пред ней.

## Производство

### Сценарий

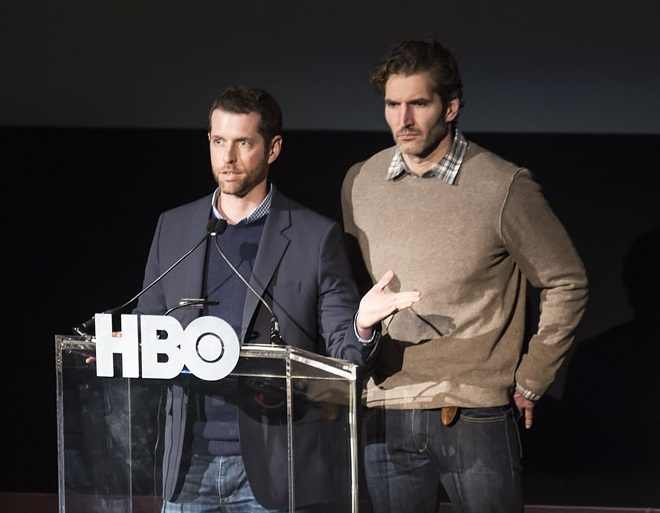
Создатели сериала Дэвид Бениофф и Д. Б. Уайсс написали сценарий к эпизоду.

Сценарий для «Книги Неведомого» был написан создателями сериала Дэвидом Бениоффом и Д. Б. Уайссом. Некоторый материал был взят из главы Джон XIII из «Танца с драконами». Некоторые элементы в эпизоде были основаны на предстоящем шестом романе из цикла «Песнь Льда и Огня», «Ветра зимы», автор которого, Джордж Р. Р. Мартин, надеялся завершить до выхода шестого сезона в эфир.

### Съёмки
Эпизод «Книга Неведомого» был снят режиссёром Дэниелом Сакхаймом. Сакхайм присоединился к сериалу в качестве режиссёра в шестом сезоне. Он также снял предыдущий эпизод «Клятвопреступник». В интервью с «The Hollywood Reporter», Сакхайм прокомментировал воссоединение Джона и Сансы, заявив: «Иногда как режиссёр, вы просто смотрите на то, что перед вами, и не берёте во внимание большую картину и эпическую натуру брата и сестры, которые были отдалены друг от друга на протяжении шести сезонов — и у них никогда не было сцен вместе, и они оба стремились к этому — к воссоединению. Единственную записку, которую я им дал во время сцены, гласила: „Держите себя в руках. Насколько это радостно видеть друг друга, вы точно также напуганы. Вы не знаете, чего ожидать.“ Ключевым словом был страх. Страх перед неизвестным. Он также добавился к эмоциональному резонансу сцены».
Для финальной сцены, где Дейенерис Таргариен выходит из горящего Храма Дош Кхалина, съёмки проходили в двух различных местах: близкий план Эмилии Кларк снимали на закрытой площадке в Белфасте, а масштабные съёмки проходили в Испании. В интервью с «Entertainment Weekly», Кларк ранее отметила, что она отказывается сниматься в обнажённых сценах, если это не важно для сюжета. После выхода эпизода в эфир, Кларк указала на то, что для финальной сцены эпизода не использовали дублёрш, заявив: «Я хотела бы напомнить людям, что в последний раз я сняла с себя одежду в третьем сезоне. Это было некоторое время назад. Сейчас это шестой сезон. Но это всё ещё я, гордая, сильная. Я искренне счастлива, что сказала „да“. Никаких дублёрш!» Она продолжила: «Снимать свою одежду — не самое простое дело, но с магией эффектов, мне не нужно делать первый сезон, взбираться на скалу и делать это, я контролирую это».
Сосоздатель сериала и исполнительный продюсер Д. Б. Уайсс похвалил изображение Кларк в сцене, сказав: «Эмилия сделала всё просто потрясающе. Это одна из тех странных сцен, потому что она была снята наполовину в Испании, наполовину в Белфасте. Но во многом благодаря её игре, это работает блестяще». Сакхайм, режиссёр эпизода, отметил в интервью с «The Hollywood Reporter»: «С интерьером, был только один способ для её сыграть это, то есть, ошеломлённую. Она — хранитель тайны. Она знает как избавить себя от этого. Я думал, что лёгкость, с которой она доставила реплики, была необходима для зрителей, чтобы почувствовать угрозу для неё и для них, чтобы посчитать, что она была сумасшедшей. Последовательность снаружи была по поводу претензий на трон — или возвращения трона». Сакхайм также заявил: «Мы хотели чётко различать всё, что мы видели с конца прошлого сезона и начала этого».

## Реакция

### Рейтинги
«Книгу Неведомого» посмотрели 7.82 миллиона американских зрителя во время оригинального показа, что немного больше, чем у рейтинга прошлой недели, 7.28 миллионов зрителей за эпизод «Клятвопреступник».

### Реакция критиков
Эпизод «Книга Неведомого» получил в основном положительные отзывы, так его хвалят за воссоединение между Джоном Сноу и Сансой Старк; за сцену, где Дейенерис Таргариен убивает лидеров кхаласара; а также за развитие сюжета, движущееся вперёд повествование. На сайте Rotten Tomatoes эпизод получил рейтинг 100 %, на основе 44 отзывов. Также средний рейтинг эпизода составляет 9.1/10, что делает его на данный момент самым высокорейтинговым эпизодом шестого сезона.

### Награды
| Год  | Награда                      | Категория                                            | Номинант(ы)                              | Результат | Прим. |
| ---- | ---------------------------- | ---------------------------------------------------- | ---------------------------------------- | --------- | ----- |
| 2016 | 68-я церемония премии «Эмми» | Лучшая актриса второго плана в драматическом сериале | Эмилия Кларк за роль Дейенерис Таргариен | Номинация | [ 9 ] |